# بيتر يونسون
بيتر يونسون هو لاعب كرة قدم سويدي في مركز الدفاع، ولد في 5 نوفمبر 1965. لعب مع نادي مالمو.